# 424 p.n.e.
| [ Edytuj tabelę ] | |
| Władca Chin       | - 426 p.n.e. Weiliewang 402 p.n.e. |
| Król Elimei       | - 435 p.n.e. Derdas I 405 p.n.e. |
| Król Epiru        | - 430 p.n.e. Tarypas 390 p.n.e. |
| Król Kartaginy    | - 440 p.n.e. Hannibal Magonida 406 p.n.e. |
| Król Linkos       | - 430 p.n.e. Arrabajos I 400 p.n.e. |
| Król Macedonii    | - 448 p.n.e. Perdikkas II 413 p.n.e. |
| Władca Persji     | - 465 p.n.e. Artakserkses I 424 p.n.e. - 424 p.n.e. Kserkses II 424 p.n.e. - 424 p.n.e. Sogdianos 424 p.n.e. - 424 p.n.e. Dariusz II 404 p.n.e. |
| Król Sparty       | - 459 p.n.e. Plejstoanaks 409 p.n.e. - 427 p.n.e. Agis II 398 p.n.e.                                                                            |
| Król Sydonu       | - 426 p.n.e. Abdamon 404 p.n.e. |
| Król Syngalezów   | - 437 p.n.e. Pandukabhaya 367 p.n.e. |
| Król Tracji       | - 445 p.n.e. Sitalkes 424 p.n.e. - 424 p.n.e. Seutes I 410 p.n.e.                                                                               |

Rok 424 p.n.e.
stulecia: VI wiek p.n.e. ~
V wiek p.n.e. ~
IV wiek p.n.e.

lata: 434 p.n.e. «
428 p.n.e. «
427 p.n.e. «
426 p.n.e. «
425 p.n.e. «
424 p.n.e. »
423 p.n.e. »
422 p.n.e. »
421 p.n.e. »
420 p.n.e. »
414 p.n.e.

## Wydarzenia
- W Grecji trwała II wojna peloponeska: bitwy pod Kytherą i pod Delion, zajęcie Amfipolis przez Spartan.
- Wystawienie na Lenajach drugiej zachowanej komedii Arystofanesa, Rycerzy (zajęła I miejsce w konkursie), ostro krytykującej stratega Kleona, a w szczególności jego przypisanie sobie zwycięstwa pod Sfakterią rok wcześniej.
- Walki o władzę w Persji pomiędzy synami Artakserksesa I.

## Urodzili się
- Cyrus Młodszy - satrapa Lidii

## Zmarli
- Kserkses II, król perski.
- Sitalkes, król trackich Odrysów.
- Sogdianos, król perski.